# Dirty (film, 2020)
Pour les articles homonymes, voir Dirty.
Pour plus de détails, voir Fiche technique et Distribution.
Dirty est un film américain réalisé par Matthew Puccini, sorti en 2020.

## Synopsis
Marco sèche les courts pour passer l'après-midi avec son petit ami Graham.

## Fiche technique
- Titre : Dirty
- Réalisation : Matthew Puccini
- Scénario : Matthew Puccini
- Musique : Nathan Prillaman
- Photographie : Matt Mitchell
- Montage : William Sullivan
- Production : Cecilia Delgado, Matthew Puccini et Jeremy Truong
- Société de production : Jacob Burns Film Center, Bering Pictures et 141 Entertainment
- Pays :  États-Unis
- Genre : Drame et romance
- Durée : 11 minutes
- Dates de sortie : 
  -  États-Unis : 24 janvier 2020 (festival du film de Sundance)

## Distribution
- Manny Dunn : Graham
- Morgan Sullivan : Marco
- Sean Patrick Higgins : le professeur
- Les étudiants
  - Ethan River Cohen
  - Chelsea Eason
  - Cherish Hearts
  - Ryan Knight
  - Octavia Kohner
  - Maurice Nelson
  - Zac Porter
  - Olivia Sulkowicz
  - Melissa Topnas
  - Arianna Wellmoney
  - Jude Young

## Distinctions
Le court métrage a été présenté en sélection officielle en compétition au festival du film de Sundance et il a obtenu une mention spéciale d'interprétation au festival South by Southwest.